# Dominique Joseph Garat
Dominique Joseph Garat (ur. 8 września 1749 w Bajonnie, zm. 9 grudnia 1833 tamże) – francuski filozof, prawnik, polityk i publicysta. W filozofii był przedstawicielem tzw. szkoły ideologów.